# Suyab

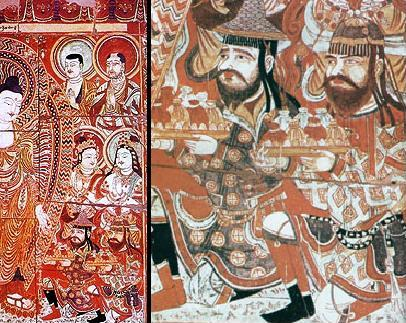
Sogdià fent una donació al Buda (fresc, amb detall), a Bezeklik, a l'est de la conca del Tarim, Xina, segle VIII

Suyab (persa: سوی آب; xinès: 碎葉 / 碎叶; pinyin: Suìyè; també coneguda com a Ordoukent, avui Ak-Beshim) fou una antiga ciutat a la ruta de la Seda, situada a aproximadament 60 km al nord-est de Bixkek, i a 6 km al sud-est de Tokmok, a la vall del riu Txu, actual Kirguizstan.

## Història

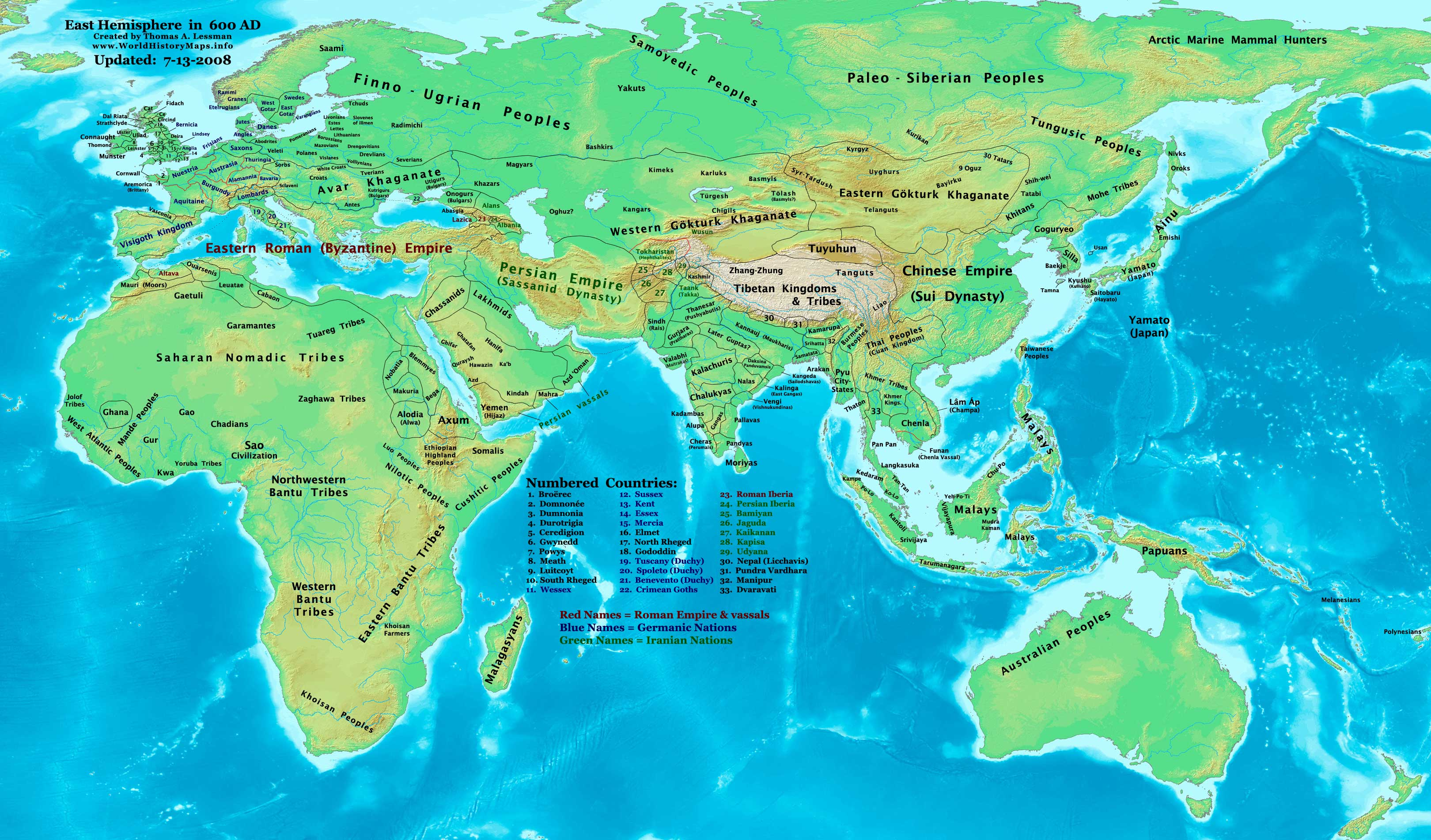
Mapa dels kanats Köktürk o kanat dels Turcs de l'oest i de l'est en el seu moment àlgid cap al segle VII. Les zones en clar assenyalen els territoris sota control directe; les zones en fosc mostren l'àrea d'influència.

Suyab fou un establiment de mercaders sogdians que va aparèixer al llarg de la ruta de la Seda cap als segles VI o VII. El nom de la ciutat deriva del del riu Suyab del qual l'origen és iranià (suy + el persa ab que vol dir «aigua», rius »). Aquest nom està testificat per primera vegada pel monjo budista xinès Xuanzang que va travessar la regió el 629,:
| « | Fent ruta a 500 li al nord-est del gran llac Qing, vàrem arribar a la ciutat del riu Suye. La ciutat fa 6 o 7 li de circumferència; diversos mercaders Hu [bàrbars] vinguts de les nacions de la rodalia, s'havien reunit i establert en aquest indret. La terra era bona pel mill roig i els raïms; els boscos no són pas clars, el clima és fred i ventós; els habitants porten vestits de llana. Per la ruta de Suye, cap a l'oest, hi ha diversos pobles dispersos, cadascun regit per un cap. Encara que no depenen un de l'altra, tots reconeixen l'autoritat dels Tujue (Turcs). | » |

Sota el regnat del kagan Tong Yabghu, Suyab fou la principal capital del kaganat dels Köktürks occidentals. El kagan posseïa igualment una capital d'estiu a Navekat, prop de les fonts al nord de l'actual Taixkent a la vall del Talas. Aquestes capitals eren considerades les més occidentals del kaganat. Semblava que s'estava produint una simbiosi entre mercaders sogdians i köktürks nòmades: mentre que els primers s'ocupaven de la prosperitat econòmica de la ciutat, els segons s'encarregaven de defensar-la.
Després de la caiguda del kaganat occidental, la ciutat va ser annexada per la dinastia Tang de la qual va constituir una posició militar avançada entre 648 i 719. Una fortalesa xinesa hi fou construïda el 679 i el budisme s'hi va expandir. Segons certs testimoniatges, el gran poeta Li Bai va néixer a Suyab. La ciutat va ser destruïda el 748 per Ban Chenxiang, governador militar de Beiting (Beshbalik). Entre les ruïnes de la ciutat, el viatger xinès Du Huan que va visitar el territori vers el 750 va trobar intacte el monestir budista de Dayun, el mateix on la princesa Jiaohe (交河公主), filla d'Ashina Huaidao (阿史那怀道), tenia el costum de residir,.
Suyab va constituir - amb Kuldja, Khotan i Khasghar - una de les Quatre Guarnicions del protectorat d'Anxi (安西四鎮) fins al 719, data a la qual va ser entregada a Sulu, kagan dels Türgesh (突騎施, Tuchishi), designat com «lleial i obedient kagan» per la cort xinesa,. Després l'assassinat de Sulu el 738, els xinesos s'afanyaren a reprendre el control de la ciutat i el de Talas o Taraz. La fortalesa va tenir una certa importància estratègica enfront dels assalts tibetans, sobretot per rebutjar la gran incursió del 763. El 766, la ciutat va caure a les mans d'un cap karluc aliat del naixent kaganat uigur.
Després d'aquesta conquesta i l'evacuació de les Quatre Guarnicions per les forces xineses el 787, la història de la ciutat esdevé fosca. L'historiador britànic David Nicolle afirma tanmateix que Suyab va aportar 80.000 soldats a l'exèrcit karluc i que va ser governada per un cap anomenat «rei dels herois ». L'Hudud al-alam min al-mashriq ila al-maghrib, llibre de geografia àrab del segle x, acabat el 982, dona a la ciutat una població de 20.000 habitants.
La ciutat fou suplantada per Balasagun al començament del segle xi i abandonada poc després.

## El jaciment arqueològic
Al segle xix les ruïnes d'Ak-Beshim foren equivocadament identificades amb Balasagun, capital dels Kara-khitai, opinió compartida per l'historiador rus Vassily Bartold que va anar a l'indret el 1893-1894. Encara que els escorcolls van començar el 1938, va caldre esperar als anys 1950 per establir que l'indret havia estat abandonat des del segle xi i no podia per tant ser identificat a Balasagun, encara pròsper vers el 1300.
L'indret arqueològic de Suyab s'estén sobre aproximadament unes 30 hectàrees. Testimoniant la rica i diversa cultura de Suyab, conté vestigis de fortificacions xineses, d'esglésies cristianes, d'ossaris zoroàstrics i dels kurgans (balbal) turcs. És particularment ric en estàtues de Buda i en esteles. A més a més de diversos temples budistes, es compten una església nestoriana i un cementiri del segle vii, així com probablement un monestir del segle X comprenent frescs i inscripcions en sogdià i uigur,.